# Calostomataceae
Calostomataceae är en familj av svampar. Calostomataceae ingår i ordningen Boletales, klassen Agaricomycetes, divisionen basidiesvampar och riket svampar.
|                 | Serpulaceae                 |
|                 |                             |
|                 | Sclerogastraceae            |
|                 |                             |
|                 | Sclerodermataceae           |
|                 |                             |
|                 | Rhizopogonaceae             |
|                 |                             |
|                 | Protogastraceae             |
|                 |                             |
|                 | Paxillaceae                 |
|                 |                             |
|                 | Hygrophoropsidaceae         |
|                 |                             |
|                 | Gyroporaceae                |
|                 |                             |
|                 | Gomphidiaceae               |
|                 |                             |
|                 | Gastrosporiaceae            |
|                 |                             |
|                 | Gasterellaceae              |
|                 |                             |
|                 | Diplocystidiaceae           |
|                 |                             |
|                 | Coniophoraceae              |
|                 |                             |
|                 | Boletinellaceae             |
|                 |                             |
|                 | Boletaceae                  |
|                 |                             |
|                 | Amylocorticiaceae           |
|                 |                             |
| Calostomataceae | \| \| Calostoma \| \| \| \| |
|                 | \| \| Calostoma \| \| \| \| |
|                 | Suillaceae                  |
|                 |                             |
|                 | Tapinellaceae               |
|                 |                             |
|                 | Marthanella                 |
|                 |                             |
|                 | Corneromyces                |
|                 |                             |
|                 | Corditubera                 |
|                 |                             |
|                 | Jaapia                      |
|                 |                             |
|                 | Phaeoradulum                |
|                 |                             |
|                 | Coniophoropsis              |
|                 |                             |
|                 | Calostoma                   |
|                 |                             |

|  | Calostoma |
|  |           |